# Ludomir Łuczkowski
Ludomir Franciszek Łuczkowski (ur. 10 listopada 1889 w Częstochowie, zm. 3 stycznia 1992 w Częstochowie) – kapitan artylerii Wojska Polskiego.

## Życiorys
Był synem Mieczysława i Heleny ze Szczepańskich. Kształcił się w gimnazjum im. Henryka Sienkiewicza w Częstochowie, następnie pracował jako robotnik (potem majster) w jednej z częstochowskich fabryk. Po nauce w szkole oficerskiej w Toruniu służył w 7 pułku artylerii polowej (od 1931 – artylerii lekkiej) w Częstochowie. W chwili wybuchu II wojny światowej w randze kapitana dowodził II dywizjonem (haubic) 7 pułku artylerii lekkiej. Ranny w kampanii wrześniowej, trafił do szpitala w Lublińcu, a następnie do Oflagu II C w Woldenbergu.
W 1945 powrócił do kraju; jakiś czas pracował w Hucie „Pokój” w Chorzowie, potem w hucie w Częstochowie. Był odznaczony Krzyżem Orderu Virtuti Militari, Krzyżem Kawalerskim Orderu Odrodzenia Polski, Srebrnym i Brązowym Krzyżem Zasługi. Zmarł w wieku 102 lat 3 stycznia 1992 w Częstochowie, pochowany został na miejscowym Cmentarzu Kule.
W 1933 poślubił Annę z Kanczewskich (ur. 1906), córkę Wiktora, przemysłowca częstochowskiego. Żona ukończyła Centralny Instytut Fizyczny w Warszawie, przed wojną pracowała jako nauczycielka wychowania fizycznego i higieny w gimnazjach „Nauka i Praca” oraz nazaretanek w Częstochowie, a w okresie okupacji udzielała się w tajnym nauczaniu. Mieli dwóch synów: Włodzimierza (ur. 1935) i Janusza (ur. 1945).